# منزل أسعد وشعب (الشعر)
منزل اسعد وشعب محلة تابعة لقرية منزل علوان، التابعة لعزلة الا ملؤك بمديرية الشعر إحدى مديريات محافظة إب في الجمهورية اليمنية، بلغ تعداد سكانها 125 حسب تعداد اليمن لعام 2004.